# Live in Austin, TX (album The Black Keys)
Live in Austin, TX – oficjalny koncertowy bootleg bluesrockowego duetu The Black Keys. Część materiału płyty był już wcześniej opublikowany na limitowanym dvd Thickfreakness In Austin, wydanym 7 września 2004.

## Lista utworów
1. "Hard Row" – 3:36
2. "Thickfreakness" – 3:38
3. "Busted" – 3:10
4. "Them Eyes" – 3:20
5. "The Breaks" – 3:39
6. "Set You Free" – 3:02
7. "Do The Rump" – 4:02
8. "I'll Be Your Man" – 4:02
9. "Have Love Will Travel" – 3:17
10. "No Trust" – 3:42
11. "No Fun" – 3:44
12. "Everywhere I Go" (Bisy) – 4:56
13. "Heavy Soul" (Bisy) – 4:16

## Twórcy
- Dan Auerbach - gitara, śpiew
- Patrick Carney - perkusja
- Sal Ortiz-Steels - produkcja